# Ацкури (Ахметский муниципалитет)
Ацкури (груз. აწყური) — село в Ахметском муниципалитетe, Кахетия, Грузия. Расположено примерно в 10 км к западу от Телави на автодороге Телави — Ахмета. Через село протекает река Берхеви (приток Алазани). Население — 554 человека (2014).
В советское время село Ацкури входило в Земо-Ходашенский сельсовет Ахметского района.
В селе Ацкури есть церковь XIX века.
Не путать с Ацкури (Ахалцихский муниципалитет).